# بریجت ریگان
 بریجت ریگان (انگلیسی: Bridget Regan؛ زادهٔ شهر سن دیگو۳ فوریهٔ ۱۹۸۲) یک هنرپیشه اهل ایالات متحده آمریکا است و در حال حاضر در شهر کالیفرنیا اقامت دارد. وی از سال ۱۹۹۹ میلادی تاکنون مشغول فعالیت بوده‌است.بیشترین شهرت وی بخاطر نقش کیلن آمنل در سریال افسانه جستجوگر است.